# Sotojayan
Sotojayan is een bestuurslaag in het regentschap Blitar van de provincie Oost-Java, Indonesië. Sotojayan telt 6367 inwoners (volkstelling 2010).